# Lệ Thanh (quận)
Lệ Thanh là một địa danh hành chính cũ cấp quận thuộc tỉnh Pleiku thời Việt Nam Cộng hòa. Địa bàn quận Lệ Thanh gần tương ứng với địa bàn các huyện Chư Păh, Ia Grai và Đức Cơ thuộc tỉnh Gia Lai ngày nay.

## Lịch sử
Ngày 3 tháng 2 năm 1959, Tổng thống Việt Nam Cộng hòa ban hành Sắc lệnh số 33-NV về việc thành lập quận Lệ Thanh, trụ sở đặt tại xã Đức Hưng (nay là Ia Krêl) (thì vùng đất nay là Đức Cơ thuộc quận Lệ Thanh).
Năm 1965, vì tình hình bất ổn sau trận Đức Cơ, quận lỵ được dời về xã Thanh Bình và tên quận được đổi thành Thanh An.
Ngày 22 tháng 2 năm 1966, Chủ tịch Ủy ban hành pháp Trung ương Việt Nam cộng hòa ban hành Nghị định số 273-NĐ/NV về việc đổi tên quận Lệ Thanh thành quận Thanh An (vùng đất nay là Đức Cơ thuộc quận Thanh An cho đến năm 1975).
Dân số của quận Thanh An vào năm 1967 là  32.063 người.